# Esquerra de l'Eixample

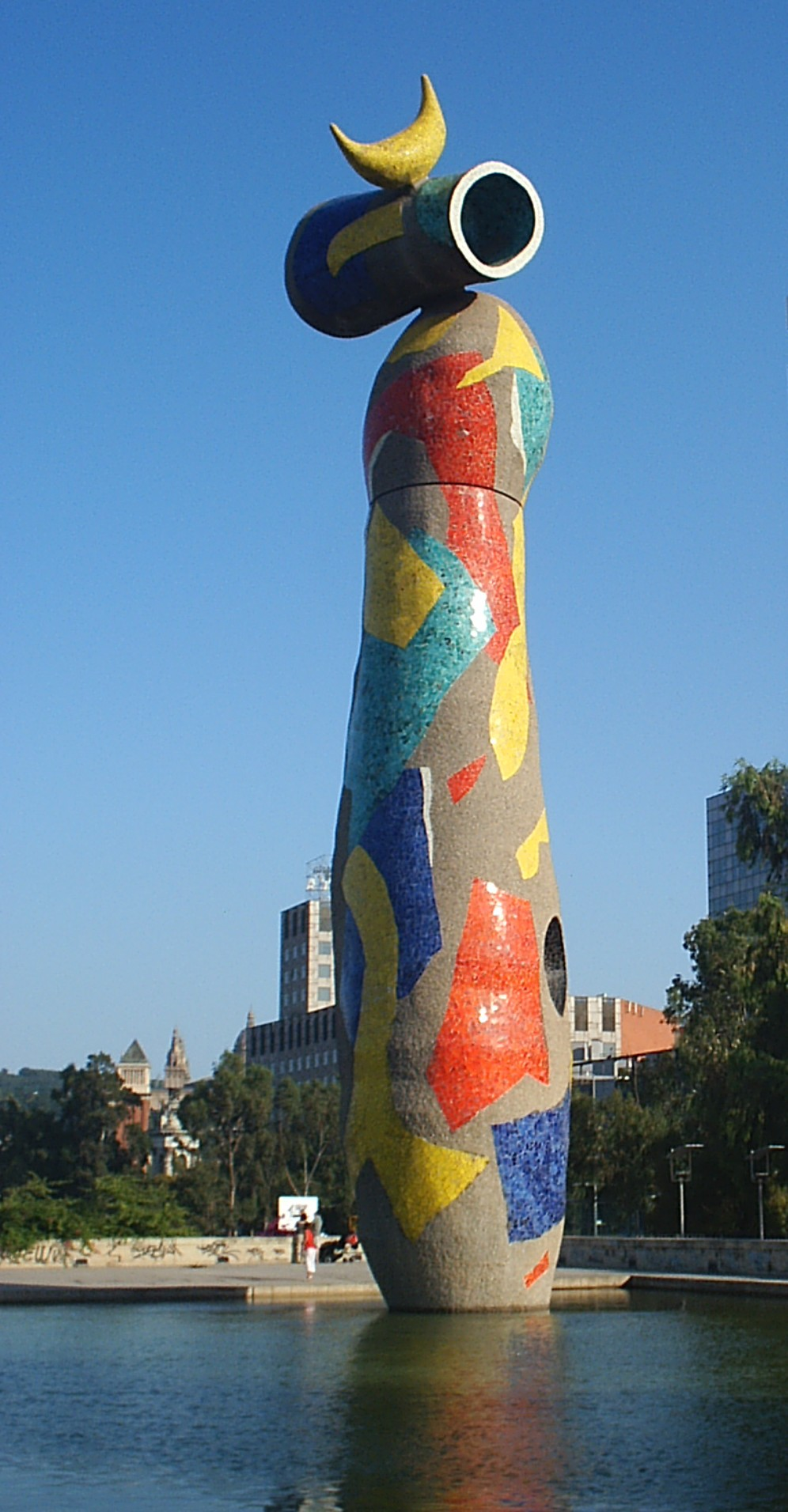
Dona i ocell, de Joan Miró, al parc de l'Escorxador

L'Esquerra de l'Eixample és un barri de Barcelona que actualment està dividit administrativament en dos barris l'Antiga Esquerra de l'Eixample i la Nova Esquerra de l'Eixample, malgrat que continua sent un barri en l'àmbit social, comercial i polític.
Es troba al districte de l'Eixample i comprèn la zona més occidental de la quadrícula del Pla Cerdà delimitada pels carrers de Tarragona, de Josep Tarradellas, Diagonal (des de la plaça de Francesc Macià fins a la cruïlla amb Balmes), de Balmes i la Gran Via de les Corts Catalanes (des de la cruïlla amb Balmes fins a la plaça d'Espanya). Les vies internes més importants de la zona són el carrer del Comte d'Urgell, l'avinguda de Roma i el carrer d'Aragó.

## Història
La zona es va anar construint des de finals del segle xix. Els carrers d'Aribau, de Muntaner i de Balmes foren els primers d'urbanitzar-se en sentit mar-muntanya; i la Gran Via de les Corts Catalanes, Diputació i Consell de Cent en sentit Besòs-Llobregat. Els equips de futbol pioners d'aquest esport a Barcelona hi tingueren els seus primers terrenys de joc a començaments del segle xx. Al carrer de París -a principis de segle xx es deia carrer de la Indústria- entre Comte d'Urgell i Villarroel s'hi trobava el Camp del carrer Indústria, el primer que el Futbol Club Barcelona tingué en propietat. Així mateix, el RCD Espanyol va disputar les primeres temporades al barri, entre els camps de Les Arenes (carrers de València, Aragó, Vilamarí), l'Hospital Clínic Nord (carrers Provença, Villarroel, Mallorca, Urgell) i el Velòdrom Camps de Sports, conegut com a Camp de les Faves (carrers Muntaner, Londres, Aribau, París), abans de traslladar-se al barri de Sarrià.
Després de la Guerra Civil es completà totalment la urbanització de la zona i desaparegueren progressivament totes les fàbriques i magatzems, que foren substituïts per edificis d'habitatges i oficines. Les zones més properes a l'avinguda de Josep Tarradellas i plaça Francesc Macià són les de construcció més moderna.
L'any 1960 es va cobrir el carrer d'Aragó per on hi circulava el tren a cel obert. A la dècada dels setanta es va continuar la cobertura de vies a l'avinguda de Roma fins a l'estació de Sants. Són aquests els anys que també es destrueixen edificis històrics que formaven part del patrimoni barceloní, com és el cas emblemàtic de la Casa Trinxet, de Puig i Cadafalch.
En els terrenys de l'antic escorxador (Tarragona-Diputació-Vilamarí-Aragó) s'hi construí un gran parc que integra una gran plaça dura que presideix l'escultura de l'artista Joan Miró titulada Dona i Ocell i també acull una biblioteca pública al costat del carrer de Vilamarí.
La Model (antic centre penitenciari i presó La model) activa des d'inicis del segle xx, es va tancar el 2017. Aquest espai amb una dimensió superior a dues illes de l'eixample està prevista la seva conversió en el punt neuràlgic cultural i associatiu, com ho són a Can Batlló o Fabra i Coats. Després de 3 plans directors (1995, 2009 i 2019) i un procés participatiu el complex continua pendent d'inici de reforma, sent-ne un ús temporal com a plató de gravacions i local d'assaig de la colla castellera pròpia del barri.

## Equipaments
A l'Esquerra de l'Eixample hi ha una presència escassa d'equipaments públics si es té en compte l'elevada densitat d'habitants: el Mercat del Ninot, l'Hospital Clínic, la Presó Model, la Biblioteca Joan Miró, Fàbrica Lehman, Centre Cívic Casa Golferichs i el recinte de l'Escola Industrial que inclou la Piscina Sant Jordi.

### Parcs i zones verdes
- Parc de l'Escorxador o Joan Miró (Aragó-Tarragona-Diputació-Vilamarí)
- Jardins Montserrat (Rosselló-Rocafort)
- Plaça doctor Ferrer i Cajigal (Casanova-Rosselló)
- Plaça Letamendi (Aragó-Enric Granados)
- Jardins de la Universitat (Diputació-Enric Granados)
- Jardins del Seminari (Balmes-Consell de Cent)
- Interior d'Illa Sebastià Gasch (Entença-Diputació)
- Interior d'Illa Cèsar Martinell (Villarroel-Gran Via)
- Interior d'Illa Sopena, Jardins Maria Mercè Marçal (Provença-Comte Borrell)
- Jardins de l'Escola Industrial (Comte d'Urgell-París)

### Centres religiosos
Parròquies catòliques:
- Sant Isidor (Comte d'Urgell - Provença)
- Sant Josep Oriol (Diputació - Villarroel)
- Sant Ferran (Gran Via - Vilamarí)
- Sant Sever i Sant Vicent de Paul (Provença - Muntaner)
- Temple de la Mare de Déu del Sagrat Cor (Rosselló - Muntaner)
- Sant Eugeni I Papa (Londres - Comte Borrell)
- Maria Mitjancera (Entença - Còrsega)

Església Adventista:
- Urgell (Comte d'Urgell 133)

Església Ortodoxa:
- Parròquia Protecció de la Mare de Déu (Aragó-Muntaner)

## Entitats
- Associació de Veïns i Veïnes de l'Esquerra de l'Eixample
- Colla Castellera de l'Esquerra de l'Eixample (Esquerdats)[4]
- Colla de Gegants de l'Esquerra de l'Eixample
- Centre d'Esplai Boix
- Agrupament Escolta i Guia Itaca
- Casal de Joves Queix
- Dones d'Enllaç
- Eix Comercial Nou Eixample
- Esquerdats, Colla Castellera de l'Esquerra de l'Eixample[5]
- Xarxa d'Habitatge de l'Esquerra de l'Eixample
- Germanetes Jardins d'Emma